# Erzbistum Natal
Das Erzbistum Natal (lat.: Archidioecesis Natalensis) ist eine in Brasilien gelegene römisch-katholische Erzdiözese mit Sitz in Natal im Bundesstaat Rio Grande do Norte.

## Geschichte
Das Bistum Natal wurde am 29. Dezember 1909 durch Papst Pius X. aus Gebietsabtretungen des Bistums Paraíba errichtet und dem Erzbistum São Salvador da Bahia als Suffraganbistum unterstellt. Am 5. Dezember 1910 wurde das Bistum Natal dem Erzbistum Olinda e Recife als Suffraganbistum unterstellt. Das Bistum Natal wurde am 6. Februar 1914 dem Erzbistum Paraíba als Suffraganbistum unterstellt. Am 28. Juli 1934 gab das Bistum Natal Teile seines Territoriums zur Gründung des Bistums Mossoró ab. Eine weitere Gebietsabtretung erfolgte am 25. November 1939 zur Gründung des Bistums Caicó.
Am 16. Februar 1952 wurde das Bistum Natal zum Erzbistum erhoben.

## Bischöfe

### Bischöfe von Natal
- Joaquim Antônio d’Almeida, 1910–1915
- Antônio dos Santos Cabral, 1917–1921, dann Bischof von Belo Horizonte
- José Pereira Alves, 1922–1928, dann Bischof von Niterói
- Marcolino Esmeraldo de Souza Dantas, 1929–1952

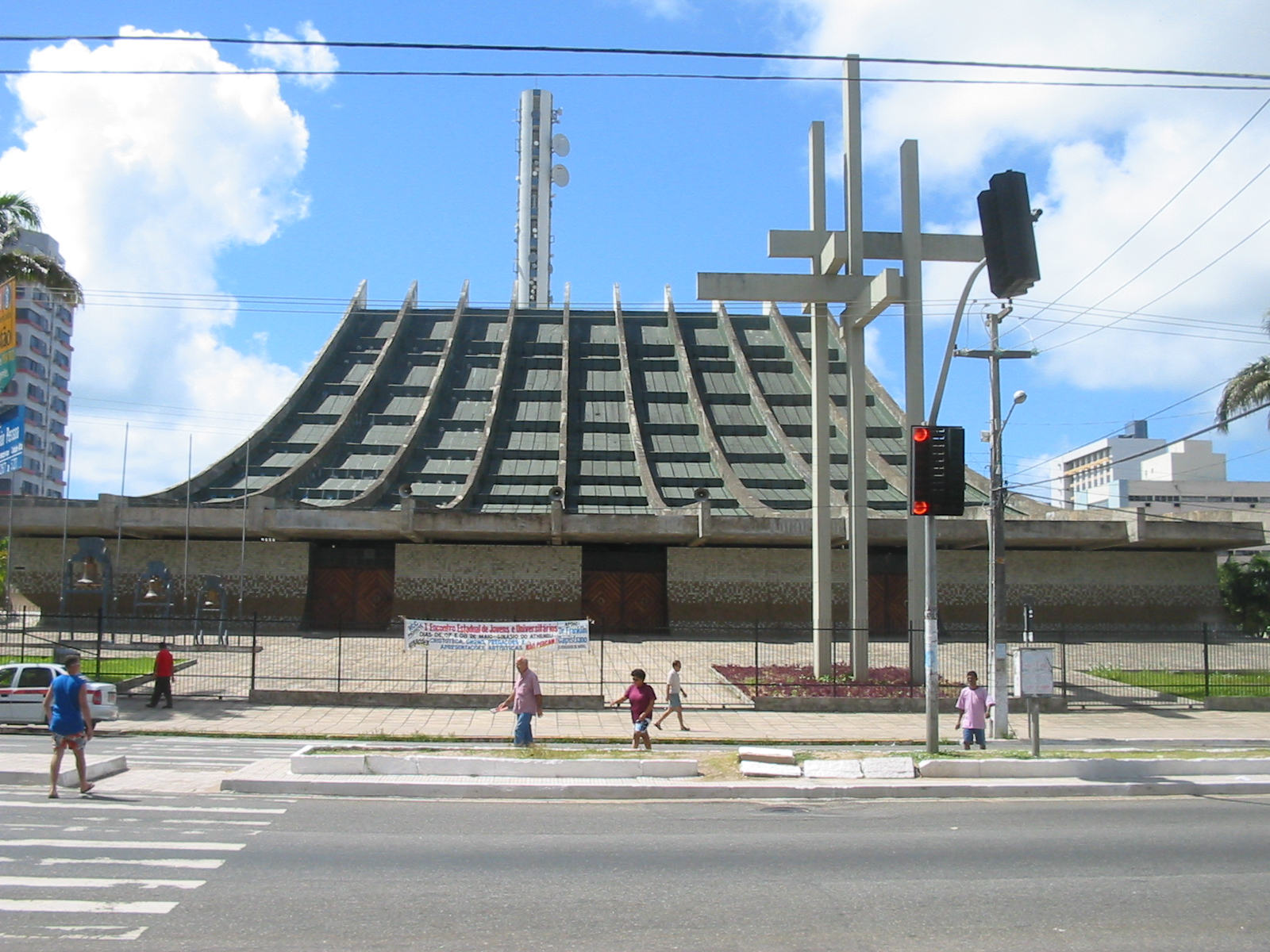
Neue Kathedrale in Natal

### Erzbischöfe von Natal
- Marcolino Esmeraldo de Souza Dantas, 1952–1967
- Nivaldo Monte, 1967–1988
- Alair Vilar Fernandes de Melo, 1988–1993
- Heitor de Araújo Sales, 1993–2003
- Matias Patrício de Macêdo, 2003–2011
- Jaime Vieira Rocha, 2011–2023
- João Santos Cardoso, seit 2023